# 火焰樹
火焰樹（學名：Spathodea campanulata）又名火焰木、苞萼木，木蘭綱脣形目紫葳科火焰木屬，香港常見的常綠喬木。
一般高達15米的火焰樹是外來的品種，它原產於非洲，因為樹頂有鮮艷奪目、猶如火焰的花朵而得名。花冠外橙紅色而內黃色，像鬱金香，花比鳳凰木更大而鮮艷，樹葉亦較濃密和深綠。花期為冬末春初，蒴果，種子有翅，有助傳播遠方，複葉羽狀而端尖，樹皮較厚來適應低溫。
除了香港，現在在夏威夷、東南亞，特別是台灣有普遍種植。
生長適溫：23～30℃
生長特性：為熱帶物種生長快速，耐熱、耐旱、耐潮濕、耐貧脊、枝脆不耐風、容易移植。

## 入侵物種
火焰樹原生自西非的常綠喬木，廣泛的被栽種而且歸化在熱帶地區。目前火焰樹已經入侵夏威夷、斐濟、關島、萬那度、庫克群島和薩摩亞，並且是許多其他熱帶地區的的潛在入侵種，被列為世界百大外来入侵种。

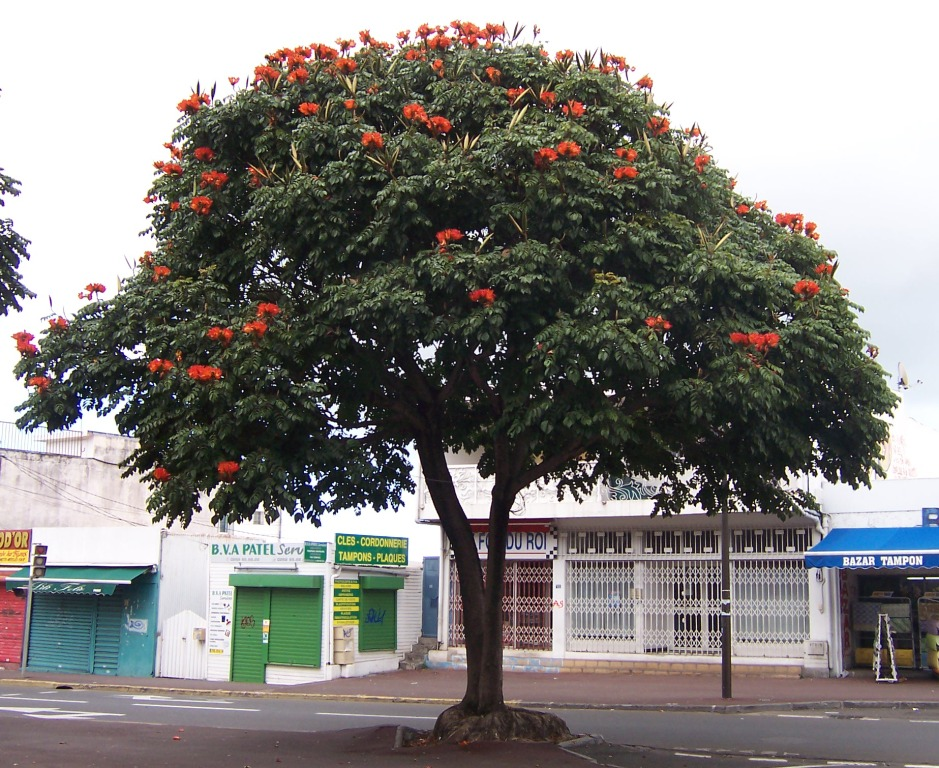
剛開花的火焰樹
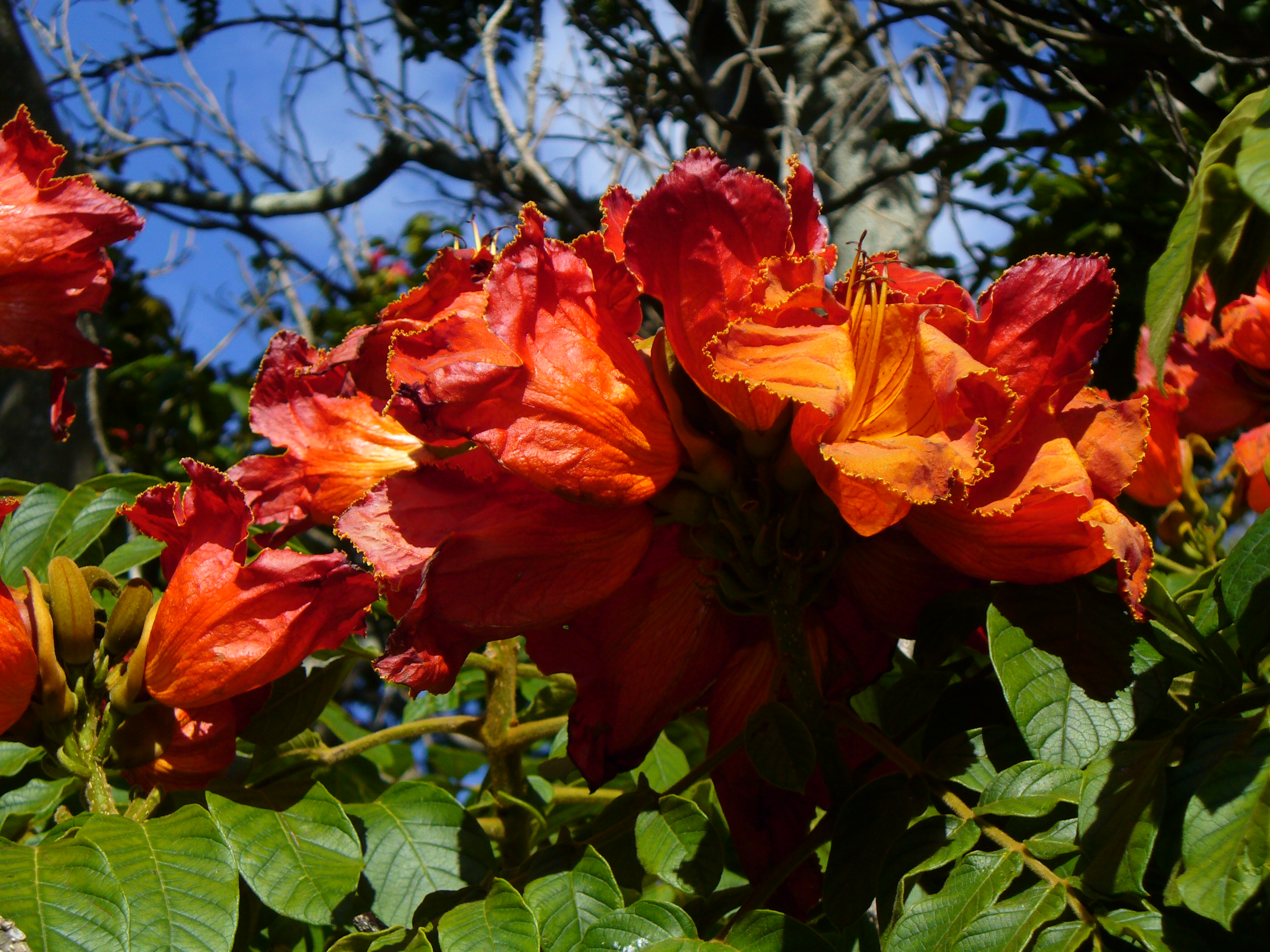
火焰樹的花朵
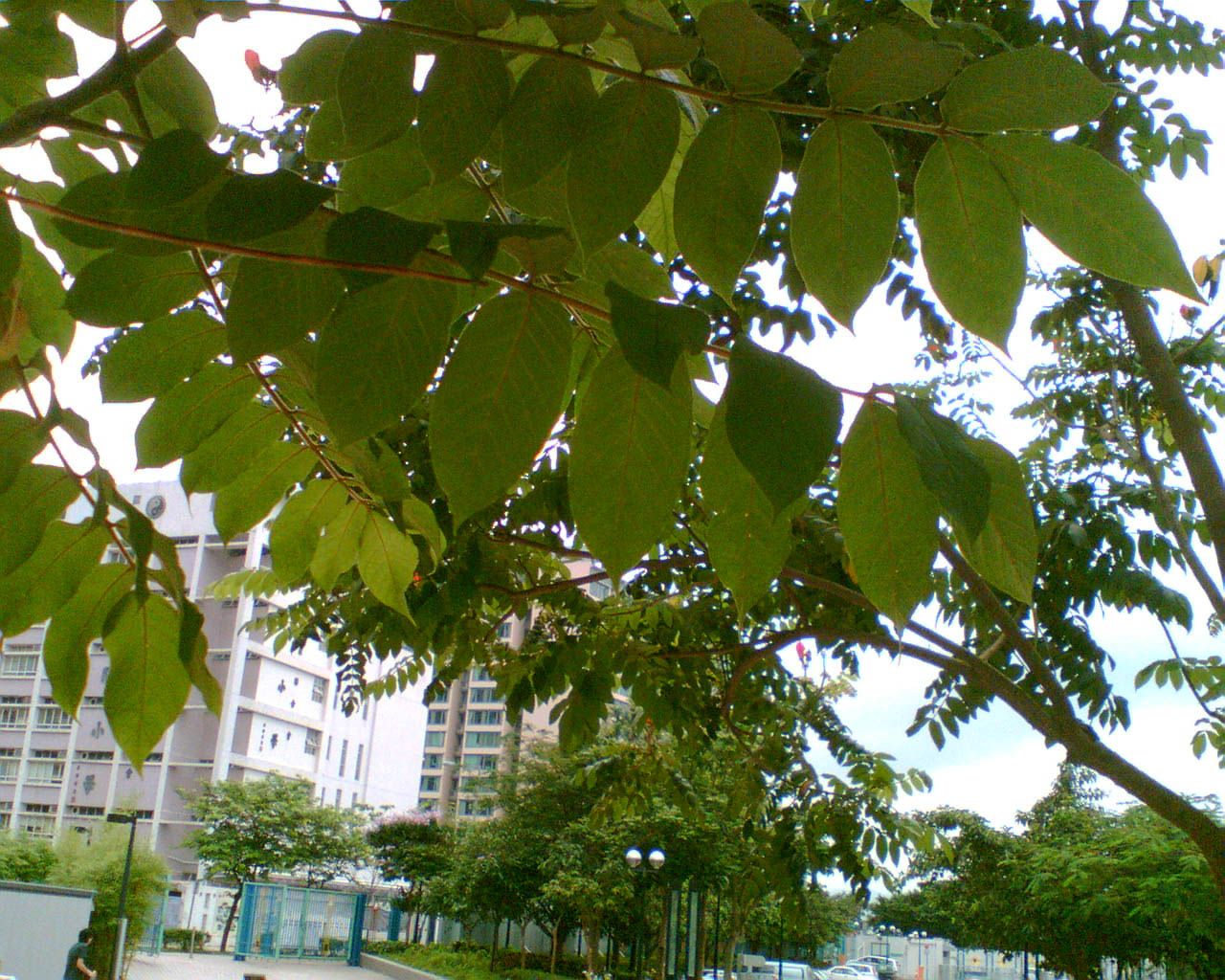
火焰樹的葉片